# Alice Creischer
Alice Creischer va néixer a Berlín (Alemanya) el 1960 i és una artista alemanya.

## Biografia
Va estudiar filosofia i literatura a la Universitat de Düsseldorf i belles arts a la Kunstakademie d'aquesta mateixa ciutat. Des de principis dels noranta ha treballat en nombrosos projectes col·lectius, molts d'ells en col·laboració amb el també artista alemany Andreas Siekmann. Ha publicat articles a Spingerin, Texte zur Kunst i ANYP. Ha estat professora de la Kunstakademie München el 1997 i 1998. Viu i treballa a Berlín.
Entre 2002 i 2006 va participar en el projecte Ex Argentina, del qual va ser comissària, juntament amb Andreas Siekmann. Es tractava d'investigar els factors que van portar a la crisi econòmica de l'Argentina analitzada en el context internacional. D'una banda, examinava les conseqüències locals de l'aplicació de mesures econòmiques neoliberals, i de l'altra, reflexionava al voltant de la validesa/necessitat de representar/denunciar aquesta realitat política mitjançant els diferents recursos que pot oferir l'activitat artística. «La recerca de modes de representació per guardar la indignació i la solidaritat en la memòria, com un poema o una imatge que, de sobte, poden adquirir la forma d'una tàctica adequada als temps que corren.» 
Primer van portar a terme una investigació in situ: es van traslladar a l'Argentina, on van viure de primera mà la situació després de la crisi, i van establir contacte directe amb els artistes i col·lectius que hi treballaven. El pas següent va tenir lloc a Berlín, on es va organitzar el congrés Plans per escapar de les visions panoràmiques en el qual es van exposar les primeres conclusions d'aquesta investigació. Allí es van afegir al projecte altres agents i grups, també europeus, dedicats a aquest tipus de treballs. Aquestes activitats van servir de preàmbul a l'exposició Passes per fugir del treball en fer que es va presentar al Museu Ludwig de Colònia el 2004. Entre les peces exposades va destacar l'espai dedicat a l'arxiu del col·lectiu argentí Tucumán Arde, exemple d'investigació i art polític. L'última etapa d'Ex Argentina va arribar a Buenos Aires el febrer de 2006. Allí va tenir lloc la mostra La normalidad (La normalitat), que organitzada per l'Institut Goethe va servir com a cloenda del projecte. En aquesta ocasió, Creischer i Siekmann, a més d'encarregar-se del comissariat, van presentar una obra feta en col·laboració amb un grup de treballadores de la fàbrica tèxtil Bruckman, una empresa controlada pels obrers que va ser desallotjada violentament durant la crisi. Siekmann va acompanyar els vestits, dissenyats per Creischer i fabricats per les treballadores, amb unes làmines sobre la història de les privatitzacions a l'antiga República Democràtica Alemanya.
Una part d'Ex Argentina es va poder veure a Barcelona dins del projecte ¿Com volem ser governats?, organitzat pel MACBA i dirigit per Roger Buergel el 2004.

## Obra
Intensament narrativa, la seva obra s'articula al voltant de la recerca d'instruments de visualització de les formes, moments i situacions en els quals la història del capitalisme i els seus principis operatius es converteixen en relats d'explotació, exclusió i distorsió dels principis fonamentals de la democràcia occidental.
Investigadora de fenòmens de formació i actuació de les corporacions financeres en diverses parts del món, Creischer reflecteix a través d'instal·lacions, dibuixos i collages, articles i textos, les relacions entre la política oficial (representada en l'actuació dels governs), els negocis (les grans corporacions financeres i bancàries) i la cultura, on s'originen figures i nous tipus d'alienació i perversió manipuladora. La seva posició ètica es revolta contra la crisi dels governs liberals contemporanis i la suposada fatalitat de les crisis financeres, polítiques i socials.